# Irura (genre)
Pour l’article homonyme, voir Irura.
Genre
Synonymes
- Kinhia Żabka, 1985

Irura est un genre d'araignées aranéomorphes de la famille des Salticidae.

## Distribution
Les espèces de ce genre se rencontrent en Chine, en Asie du Sud-Est et en Asie du Sud.

## Liste des espèces
Selon World Spider Catalog (version 25.5, 18/01/2025) :
- Irura bicolor Żabka, 1985
- Irura bidenticulata Guo, Zhang & Zhu, 2011
- Irura hamatapophysis (Peng & Yin, 1991)
- Irura johnmurphyi Logunov, 2022
- Irura liae Wang & Li, 2022
- Irura longiochelicera (Peng & Yin, 1991)
- Irura lvshilinensis Wang & Li, 2020
- Irura mandarina Simon, 1903
- Irura mii Wang & Li, 2022
- Irura montiformis Gan, Wang & Peng, 2017
- Irura onoi (Prószyński & Deeleman-Reinhold, 2013)
- Irura pengi Guo, Zhang & Zhu, 2011
- Irura pulchra G. W. Peckham & E. G. Peckham, 1901
- Irura pygaea (Thorell, 1891)
- Irura qiuhangi Wang, Mi, Li & Xu, 2024
- Irura shendurney Asima, Caleb & Prasad, 2024
- Irura trigonapophysis (Peng & Yin, 1991)
- Irura uniprocessa Mi & Wang, 2016
- Irura yarlungzangbo Wang, Mi, Li & Xu, 2024
- Irura yinae Gan, Wang & Peng, 2017
- Irura yueluensis (Peng & Yin, 1991)
- Irura yunnanensis (Peng & Yin, 1991)
- Irura zhangae Gan, Wang & Peng, 2017

## Systématique et taxinomie
Ce genre a été décrit par Peckham et Peckham en 1901 dans les Attidae.
Kinhia a été placé en synonymie par Peng et Xie en 1994.

## Publication originale
- Peckham & Peckham, 1901 : « Pellenes and some other genera of the family Attidae. » Bulletin of the Wisconsin Natural History Society, new series, vol. 1, p. 195-233 (texte intégral).